# Носов, Павел Макарович
Павел Макарович Носов (1893—1938) — советский партийный деятель.

## Биография
Родился в с. Людиново Калужской губернии. С юных лет работал на заводе, участвовал в революционной деятельности. Член РСДРП с 1913 года.
В 1914 уехал в Петроград, затем в Орёл. Летом 1915 года мобилизован на фронт.
Вернулся в Людиново в ноябре 1917 года, работал военным комиссаром Жиздринского уезда.
Участник Гражданской войны — комиссар полка, начальник политотдела дивизии. Затем работал председателем Брянской губернской и Вятской областной комиссий партийного контроля. С 1930 нарком Рабоче-крестьянской инспекции Башкирской АССР, с 1933 года — секретарь Комиссии партийного контроля ЦК ВКП(б) по Свердловской области.
Делегат 12—14 и 17 партийных съездов, 16 и 17 партконференций, 5 и 6 Всесоюзных, 14 и 15 Всероссийских съездов Советов. Кандидат в члены Центральной контрольной комиссии РКП(б) в 1923—1924, член ЦКК партии в 1924—1925, 1930—1934 годах.
11 января 1938 года арестован. 8 августа 1938 приговорён к ВМН и в тот же день расстрелян.